# Красногородски рејон
Красногородски рејон (рус. Красногородский район) административно-територијална је јединица другог нивоа и општински рејон смештен на крајњем западу Псковске области, односно на западу европског дела Руске Федерације.
Административни центар рејона је варошица Красногородск. Према проценама националне статистичке службе Русије за 2016, на територији рејона је живело 7.066 становника, или у просеку око 6,5 ст/км².

## Географија
Красногородски рејон смештен је у западном делу Псковске области. Обухвата територију површине 1.320,4 км², и по том параметру налази се на 18. месту међу 24 рејона у области. Граничи се са Питаловским рејоном на северозападу, Островски рејон је на северу, Пушкиногорски на североистоку, Опочки је на истоку, док је Себешки рејон на југу. Западна граница рејона је уједно и део западне границе Русије са Летонијом.
Целокупна рејонска територија налази се на подручју Псковске низије и припада басену реке Великаје. Најзначајније реке на територији рејона су Сињаја, лева притока Великаје, тече у смеру југ-север и Лжа (притока Утроје). Река Лжа на овом подручју представља граничну реку између Русије и Летоније, односно низводно између Красногородског и Питаловског рејона.
Подручје је познато по бројним мањим језерима, а највећа међу њима су Веље (уз границу са Пушкиногорским рејоном), Питељ (уз границу са Летонијом) и Високо (или Татаринско).
Више од половине рејонске територије је под шумама.

## Историја
Красногородски рејон успостављен је 1927. године као административна јединица тадашњег Псковског округа Лењинградске области. Егзистирао је до 1932. када је привремено укинут, да би поново био успостављен 1935. године. Од августа 1944. до октобра 1957. био је делом Великолушке области, а потом након њеног укидања постаје делом садашње Псковске области. По други пут је расфоримиран 1962, а поново успостављен у јануару 1967. године.

## Демографија и административна подела
Према подацима са пописа становништва из 2010. на територији рејона је живело укупно 7.328 становника, док је према процени из 2016. ту живело 7.066 становника, или у просеку 6,5 ст/км². По броју становника Пушкиногорски рејон се налази на 23. месту. У административном центру рејона варошици Красногородску живи нешто више од половине укупне рејонске популације.
| 1959.  | 1970.  | 1979.  | 1989.  | 2002. | 2010. | 2016.  |
| ------ | ------ | ------ | ------ | ----- | ----- | ------ |
| 17.225 | 14.440 | 12.390 | 11.937 | 9.800 | 7.328 | 7.066* |

Напомена:* Према процени националне статистичке службе. 
Према подацима са пописа из 2010. на подручју рејона регистровано је укупно 220 села (од којих је њих 68 било без становника, а у 77 села живело је мање од 5 становника). Рејон је административно подељен на три нижестепене општине, једну градску и две сеоске.